# Forbidden Forest
Der Wald von Demogorgon: Forbidden Forest (dt.: verbotener Wald) ist ein erfolgreiches Computerspiel für Commodore 64 und Atari-Heimcomputer. Es wurde 1983 vom Musiker und Softwareentwickler Paul Norman in Zusammenarbeit mit Cosmi programmiert. Es war eines der ersten Spiele von Paul Norman.

## Das Spiel
Der Spieler steuert einen Bogenschützen durch eine Waldlandschaft. Allerdings kann dieser nur nach links oder rechts laufen. Die Bewegung wird durch das Horizontal-Scrollen des Waldpanoramas simuliert, die Spielfigur bleibt dabei immer in der Mitte und am unteren Rand des Bildschirms.
Während der Wanderung wird der Bogenschütze von verschiedenen Ungeheuern angegriffen. Ziel des Spieles ist es, die Ungeheuer mit Pfeil und Bogen abzuschießen, ohne dabei zu oft selbst von diesen umgebracht zu werden (die Spielfigur hat, wie in solchen Spielen üblich, mehrere „Leben“). Dabei kämpft man sich durch sechs Level, um am Ende gegen das mysteriöse Demogorgon anzutreten. Gelingt es, dieses zu treffen, ist die Runde siegreich beendet, und man startet in einer schwierigeren Stufe von vorn.
Für abgeschossene Gegner gibt es Punkte, die aber bei diesem Spiel eher Nebensache sind. Während des Spielverlaufs wird es immer dunkler. Es gibt vier unterschiedliche Schwierigkeitsstufen, welche sich in der Schnelligkeit und Menge der Gegner in den Levels unterscheiden. Nach jedem durchgespielten Level führt die Spielfigur einen Tanz, zur unter Sammlern legendären Musik, auf.

## Gegner
Zu Beginn herrscht im Wald noch Tageslicht, obwohl bereits der Mond am Himmel steht. Daher sind die Gegner zu Anfang noch gut zu erkennen.

### Spinnen
Zuerst muss man einige Riesenspinnen erschießen. Sie kommen von links und rechts jeweils einzeln angerannt. Trifft man eine Riesenspinne, erscheint auf ihr ein überdimensional großer Blutfleck und die Spinne löst sich mit einem Piepen auf. Kann man eine Riesenspinne nicht rechtzeitig erlegen, greift sie den Spieler mit ihren Beinen an und schlitzt ihn damit auf, was ein Leben kostet.

### Biene
Der zweite Gegner ist eine riesige Biene, welche mit hoher Geschwindigkeit über den Bildschirm fliegt. Sie fliegt „dreidimensional“, was mit unterschiedlicher Größe des Sprites simuliert wird. Ist die Biene klein und ihr Summen leise, fliegt sie im Hintergrund, was man beim Zielen berücksichtigen muss. Kann man sie nicht rechtzeitig mit einem Pfeil treffen und damit zum Platzen bringen, greift sie den Spieler mit ihrem Stachel an und zersticht dessen Körper.

### Frösche
Als Nächstes muss man es mit einer Gruppe von metergroßen Fröschen aufnehmen, welche unter lustiger Musik vom Himmel fallen. Der Level ist geschafft, wenn man eine bestimmte Anzahl Frösche getroffen hat. Die Gefahr in diesem Level besteht darin, dass der getroffene Frosch nicht verschwindet, sondern sich lediglich verfärbt, als Zeichen, dass er tot ist. Die „Leiche“ bleibt aber genauso gefährlich wie der lebende Frosch, denn wenn ein Frosch, tot oder lebendig, auf die Spielfigur fällt, bleibt von dieser nichts als ein blutiger Haufen Matsch übrig. Daher ist der Spieler in diesem Level hauptsächlich mit Ausweichen beschäftigt.

### Drache
Der nächste Gegner ist ein roter, feuerspeiender Drache. Um den Drachen zu töten, muss man ihn an seinem Herzen treffen, während er über der Spielfigur fliegt. Ist der Drache getroffen, sinkt er nieder und verbrennt. Genaues Zielen ist erforderlich. Die Schwierigkeit liegt darin, dass der Spieler ständig den Feuerbällen aus dem Drachenschlund ausweichen muss.
Kommt der Drache aus dem Hintergrund auf den Spieler zugeflogen, ist die Aufgabe relativ einfach. Man muss sich einfach nur hinstellen, senkrecht nach oben zielen und zum richtigen Zeitpunkt abdrücken. Da der Drache immer auf die gleiche Weise anfliegt, kann man das recht schnell lernen. Verfehlt man den Drachen in der Lernphase, kommt er näher und spuckt dabei einen Feuerball, dem man aber leicht ausweichen kann.
Kommt der Drache von der Seite, muss man erst den Feuerkugeln ausweichen, den Drachen vorbeiziehen lassen und dann zum richtigen Zeitpunkt abdrücken. Da man aus der Bewegung heraus schießen muss, ist das wesentlich schwerer.

### Geister
Ist der Drache erledigt, ist es meist schon recht dunkel im Wald. Die nun folgenden, fluoreszierenden Geister und Skelette sind deswegen besonders unheimlich, aber wenigstens gut zu erkennen. In diesem Level kommen von links und rechts Skelette angerannt und wollen den Spieler mit Knochenstäben zerstückeln. Trifft man ein Skelett, taucht ein Blutfleck auf und das Skelett verschwindet. Die Skelette bewegen sich wie die Riesenspinnen am Anfang und sind auch genauso zu treffen. In diesem Level liegt das Ziel jedoch nicht darin, eine gewisse Anzahl an Skeletten zu erschießen. Vielmehr muss man das Gespenst, welches während des ganzen Levels im Hintergrund zu sehen ist, mit einem Pfeil treffen (wenn einem die Skelette dazu einmal Zeit lassen). Gelingt dies dem Spieler, bleiben die Skelette stehen und lösen sich mit dem Gespenst unter lautem Geheule auf.

### Schlange
Im folgenden Level wartet eine Schlange mit giftigem Speichel auf den Spieler. Sie schlängelt sich hinter einem Busch hervor und versucht, die Spielfigur mit ihrem Speichel zu erwischen. Gelingt dies, schmilzt der Spieler und nur die Schuhe bleiben übrig. Dies kann jedoch verhindert werden, indem die Schlange mit einem gezielten Schuss ins Gesicht erschossen wird.

### Endgegner/Demogorgon
Nun folgt der letzte Level, wo man auf den Dämonenprinzen Demogorgon trifft. Man kann ihn nicht sehen, da es dunkel ist. Man muss daher in die Dunkelheit schießen. Nur ab und zu ertönt ein Donnerschlag und im Blitzlicht kann man den Dämon für den Bruchteil einer Sekunde sehen. Da das Tier jedoch dauernd den Standort wechselt, muss man schnell reagieren.
Man hat genau eine Minute Zeit das vogel- bzw. drachenähnliche Wesen zu erschießen. Trifft man ihn, gibt es ein farbenfrohes Feuerwerk. Ist die Minute vorbei, ohne dass man Demogorgon getötet hat, sinkt der Kopf des Demogorgons auf dem Bildschirm in Richtung des Spielers herab. Was das Tier folglich mit der Spielfigur veranstaltet, kann man nicht sehen, da man in ein Menü gelangt, sobald die Stoßzähne Demogorgons den Spieler erreicht haben.
Der Kampf gegen Demogorgon ist ein Endkampf: wenn der Spieler ihn erwischt, ist die Runde gewonnen. Erwischt er jedoch den Spieler, ist das Spiel vorbei, egal wie viele „Leben“ die Spielfigur noch hat.
Der Kampf gegen Demogorgon ist ein wenig leichter, wenn man sich als erfahrener Spieler sehr schnell durch die vorhergehenden Level gespielt hat und es noch nicht so dunkel ist. Dann erkennt man am Schatten auf den Bäumen, wenn er seinen Standort verändert.

## Steuerung
Die Steuerung ist recht simpel. Man kann die Spielfigur nur eindimensional nach links oder rechts bewegen. „Nach links bewegen“ bedeutet dabei, dass die Figur ihr Gesicht nach links wendet und in diese Richtung zu laufen scheint, während der Hintergrund nach rechts scrollt. Die Figur bleibt dabei in der Mitte der unteren Bildschirmkante.
Man kann mit Pfeil und Bogen seitlich oder in den Hintergrund schießen. Hat man einen Pfeil auf dem Bogen, kann man mit leichtem Antippen des Joysticks nach rechts und links zielen, durch Bewegen nach oben und unten wird der Abschusswinkel und damit Flughöhe und Reichweite des Pfeils eingestellt (es zeigen sich dann kleine Balken an den seitlichen Bildschirmrändern, die die Einstellung wiedergeben). Das ist vor allem gegen das Gespenst und Demogorgon wichtig.

## Grafik/Musik/Atmosphäre
Die Grafik ist sehr einfach gehalten (Zeichensatzgrafik). Sie wirkt aus heutiger Sicht sehr pixelig und ähnelt den meisten C64-Spielen. Trotzdem ist sie sehr gelungen, wozu auch der „3D-Effekt“ beim Laufen beiträgt, indem nämlich die weiter entfernten Bäume langsamer über den Bildschirm scrollen als die näheren. Das langsame Dunklerwerden des Szenarios, inklusive des langsam untergehenden Mondes, erzeugt ein unheimliches Gefühl, wie es jeder kennt, der sich bei abnehmendem Tageslicht im Wald aufhält. Auch die Gegner sind fantasievoll gestaltet. Die Spielfigur dagegen ist primitiv, dass dadurch aber ihre Todeszuckungen beim Erwischtwerden kaum vom Siegestanz zu unterscheiden sind, kann mittlerweile als Kult gelten.
Die Musik ist sehr abwechslungsreich und trägt zur Atmosphäre des Spiels entscheidend bei. Jeder Gegner hat ein anderes Thema, und die Musik folgt den Ereignissen wie „Level geschafft“ oder „Spieler vom Gegner erwischt“. Das gibt der Musik die Wirkung eines Film-Soundtracks.
Insgesamt erfreut sich das Spiel seiner Beliebtheit aufgrund des hohen künstlerischen Eindrucks, der hier mit relativ primitiven Mitteln erzeugt wird. Weder die Grafik noch der Spielablauf sind sonderlich komplex, auch für C64-Verhältnisse nicht. Dafür bietet das Spiel eine einmalige Atmosphäre und verleitet immer wieder zum Durchspielen.

## Nachfolger
- Beyond the Forbidden Forest (Cosmi, 1985, Commodore 64)
- Forbidden Forest 3 – Das Abenteuer geht weiter (Cosmi, 2002, Windows, Mac OS)